# André Corboz

André Corboz (1980)

André Corboz (* 5. Juni 1928 in Genf; † 4. Juni 2012 in Collonge-Bellerive; heimatberechtigt in Genf) war ein Schweizer Kunsthistoriker und Hochschullehrer.

## Leben
André Corboz, Sohn des höheren Beamten Ernest, war mit Yvette Hilfiker, Tochter des Werkmeisters Roger, verheiratet. Corboz erlangte 1952 das Lizenziat (lic. Iur.) in Genf. Seine Thèse d’Etat schrieb er in Geisteswissenschaften in Grenoble. 

## Schaffen

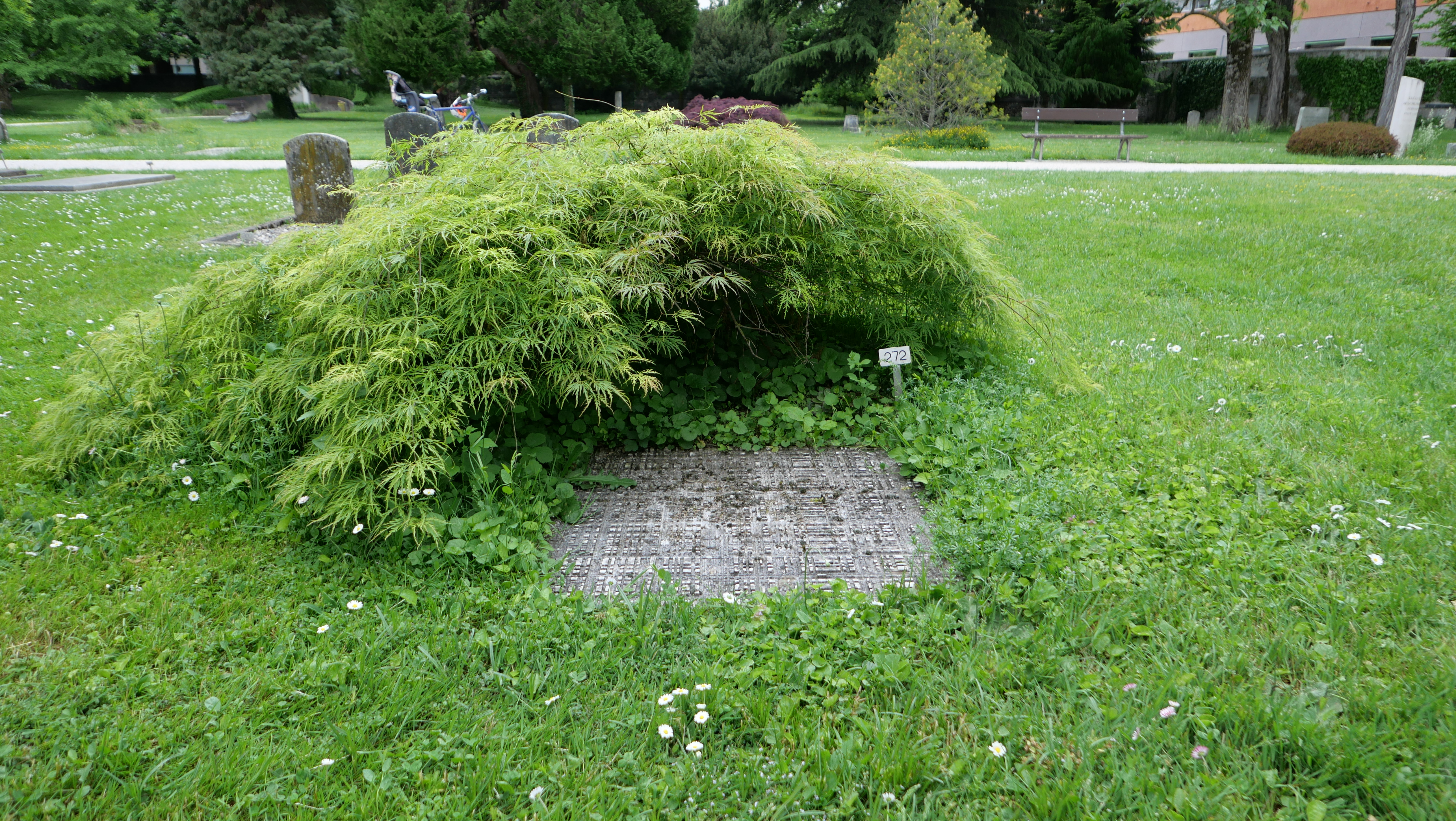
Corboz’ Grab auf dem CImetière des Rois in Genf

Zwischen 1962 und 1967 war er als Sekretär an der Universität Genf tätig. Anschliessend war Corboz von 1967 bis 1980 Professor für Architekturgeschichte an der Universität Montreal. Danach war Corboz von 1980 bis 1993 Professor für Geschichte des Städtebaus an der ETH Zürich.
Corboz’ Hauptwerke befassen sich mit dem Städtebau während der Aufklärung (Invention de Carouge, 1986), der Architektur des 6. bis 11. Jahrhunderts (Haut Moyen Age, 1970, dt. 1971), der Malerei des 18. Jahrhunderts (Canaletto: una Venezia immaginaria, 1985) und mit dem Thema Stadt und Lebensraum in unserer Zeit. Er war zudem Begründer des Historischen Städteatlas der Schweiz (seit 1997). 
Corboz wertete die Analyse der Architektur und der Stadt als eigene Form auf und verknüpfte die Interpretation des Urbanen und des Lebensraumes mit der Epistemologie des Raumes.

## Werke
- Invention de Carouge 1772–1792. Payot, Lausanne 1986, ISBN 978-2-82514-286-8.
- Haut Moyen Age. Office du Livre, Fribourg 1970, ISBN 978-2-82640-118-6.
- Canaletto: una Venezia immaginaria. Alfieri Electa, Milano 1985.